# Canal de Robeson
El canal de Robeson (en anglès Channel Robeson, en danès Robeson Kanalen) és un cos d'aigua que s'estén entre Groenlàndia i l'illa més septentrional del Canadà, Ellesmere. És la part més septentrional de l'estret de Nares, que uneix la conca de Hall, al sud, amb el mar de Lincoln, al nord.
El canal, i totes les aigües properes, estan congelades generalment quasi tot l'any i els pocs dies que estan lliures de gel són molt perilloses per a la navegació. Les costes que banyen el canal estan deshabitades, tot i que Alert, l'assentament humà permanent situat més al nord, es troba proper a ell.

## Geografia
Les aigües del canal de Robeson formen part de l'estret de Nares. Comencen en la part septentrional de la conca de Hall i acaben al mar de Lincoln. La seva llargada és d'uns 100 km en direcció SSO-NNE, amb una amplada mitjana d'entre 30 i 40 km, tret de la part final, en què s'obre fins als 100 km.

## Història

### L'Expedició Polaris (1871-73)
La primera expedició que navegà per les seves aigües fou una expedició estatunidenca, la del vaixell Polaris dirigida per Charles Francis Hall amb la missió d'arribar al pol Nord. La tripulació, de 25 homes, incloïa el capità Budington, a George Tyson com a navegant i al doctor Emil Bessels, un metge i naturalista alemany, com a cap del personal científic. Van salpar a primers de juliol de 1871, navegant en direcció nord per la badia de Baffin, creuant les aigües de l'estret de Smith, la conca de Kane, el canal de Kennedy, la conca de Hall i endinsant-se finalment al canal de Robeson, aconseguint un nou registre de navegació més al nord, 82° 11′ N el setembre, quasi a les portes del mar de Lincoln, però el gel els impedí continuar. Aquesta expedició fou l'encarregada de posar-li el nom, en record de l'estatunidenc George M. Robeson, secretari de la U.S. Navy en l'administració d'Ulysses S. Grant.

### L'Expedició Àrtica Britànica (1875-76)
La primera expedició que superà totalment el canal de Robeson fou l'Expedició Àrtica Britànica, que tenia com a objectiu arribar al Pol Nord. Estava dirigida pel capità de la Royal Navy George Strong Nares al comandament del HMS Alert i el HMS Discovery, capitanejat per Henry Frederick Stephenson. Nares va obtenir una nova marca de navegació en aigües més septentrionals de la Terra i fou el primer occidental que arribà al mar de Lincoln, travessant completament els cinc trams del canal que ara duu el seu nom, l'estret de Nares. Fins aquell moment hi havia una teoria popular que aquella ruta duia a un suposat mar polar obert, una regió lliure de gel que envoltaria el pol, però Nares sols trobà allà una enorme extensió de gel, la banquisa. Nares passà l'hivern de 1875-76 a cap Sheridan, a bord del HMS Alert. Aquesta expedició va permetre arribar per primera vegada a la costa septentrional de l'illa d'Ellesmere. Una travesa en trineus encapçalada per Albert Markham Hastings establí un nou rècord d'apropament al pol en arribar fins als 83° 20′ N, però l'expedició, en general, no sortí bé del tot. La tripulació patí Escorbut i es veieren obstaculitzats per una roba i un equip inadequats. Conscient que els seus homes no podrien sobreviure un altre hivern a l'Àrtida, Nares es retirà precipitadament cap al sud amb els seus dos vaixells l'estiu de 1876.
Les expedicions de Robert Peary al Pol Nord de 1905-06 i la definitiva de 1908-09, creuaren aquest canal per llançar l'atac finsl des del cap Columbia.